# Dzikowo, Hạt Myślibórz
Dzikowo [d͡ʑiˈkɔvɔ] (tiếng Đức: Dieckow) là một ngôi làng thuộc khu hành chính của Gmina Barlinek, thuộc quận Myślibórz, West Pomeranian Voivodeship, ở phía tây bắc Ba Lan. Nó nằm khoảng 6 kilômét (4 mi) về phía tây của Barlinek, 18 km (11 mi) phía đông Myślibórz và 60 km (37 mi) về phía đông nam của thủ đô khu vực Szczecin.

## Cư dân đáng chú ý
- Karl Wilhelm Posselt (1815-1885), nhà truyền giáo